# Busturialdea

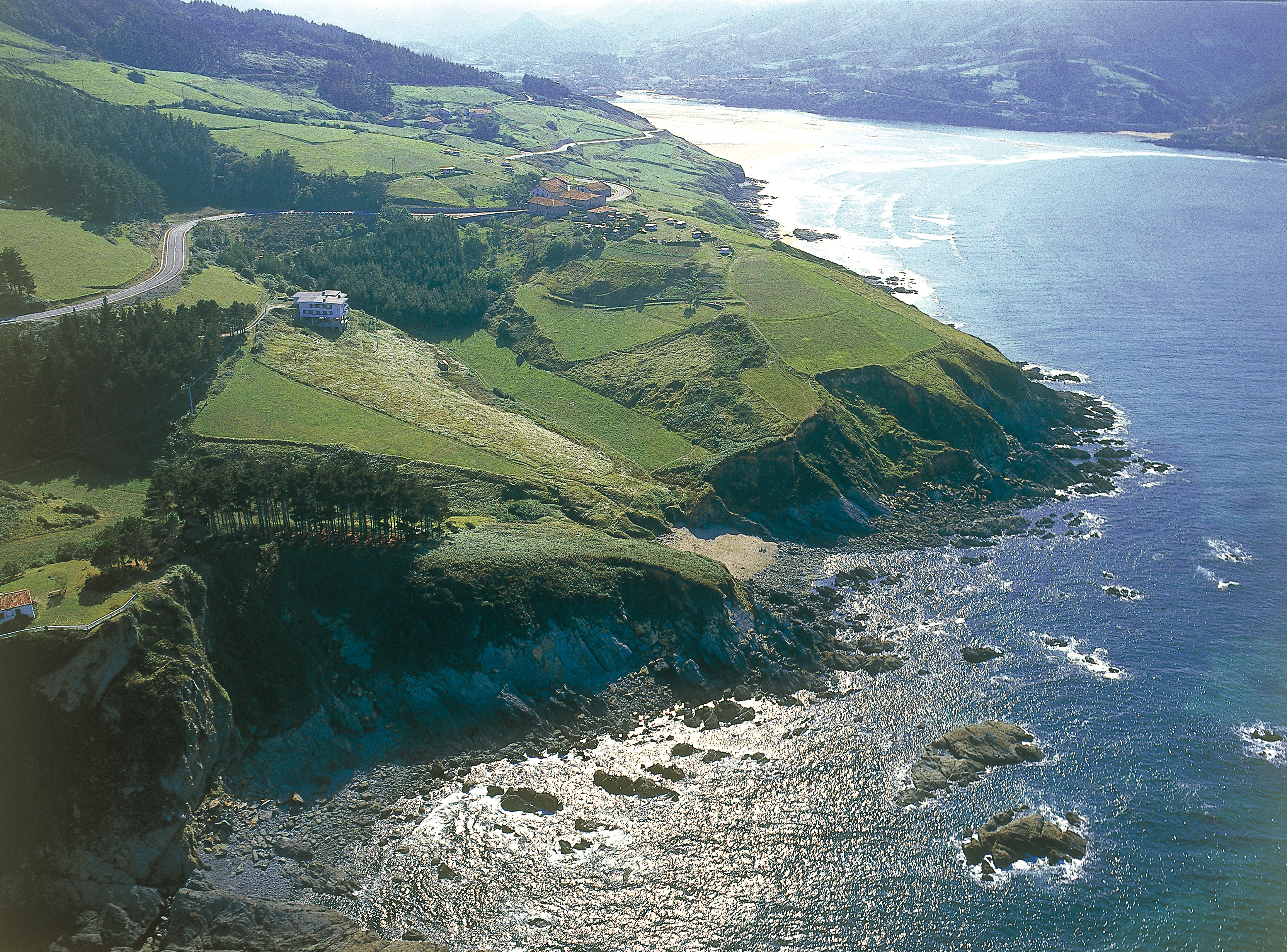
Mundaka en Bermeo.

Busturialdea is een comarca van de Spaanse provincie Biskaje. De hoofdplaats is Bermeo en Guernica.

## Gemeenten
De comarca bestaat uit 20 gemeenten:
- Ajangiz
- Arratzu
- Bermeo
- Busturia
- Kortezubi
- Ea
- Elantxobe
- Ereño
- Errigoiti
- Forua
- Gautegiz Arteaga
- Guernica
- Ibarrangelu
- Mendata
- Morga
- Muxika
- Mundaka
- Murueta
- Nabarniz
- Sukarrieta